# Leica R

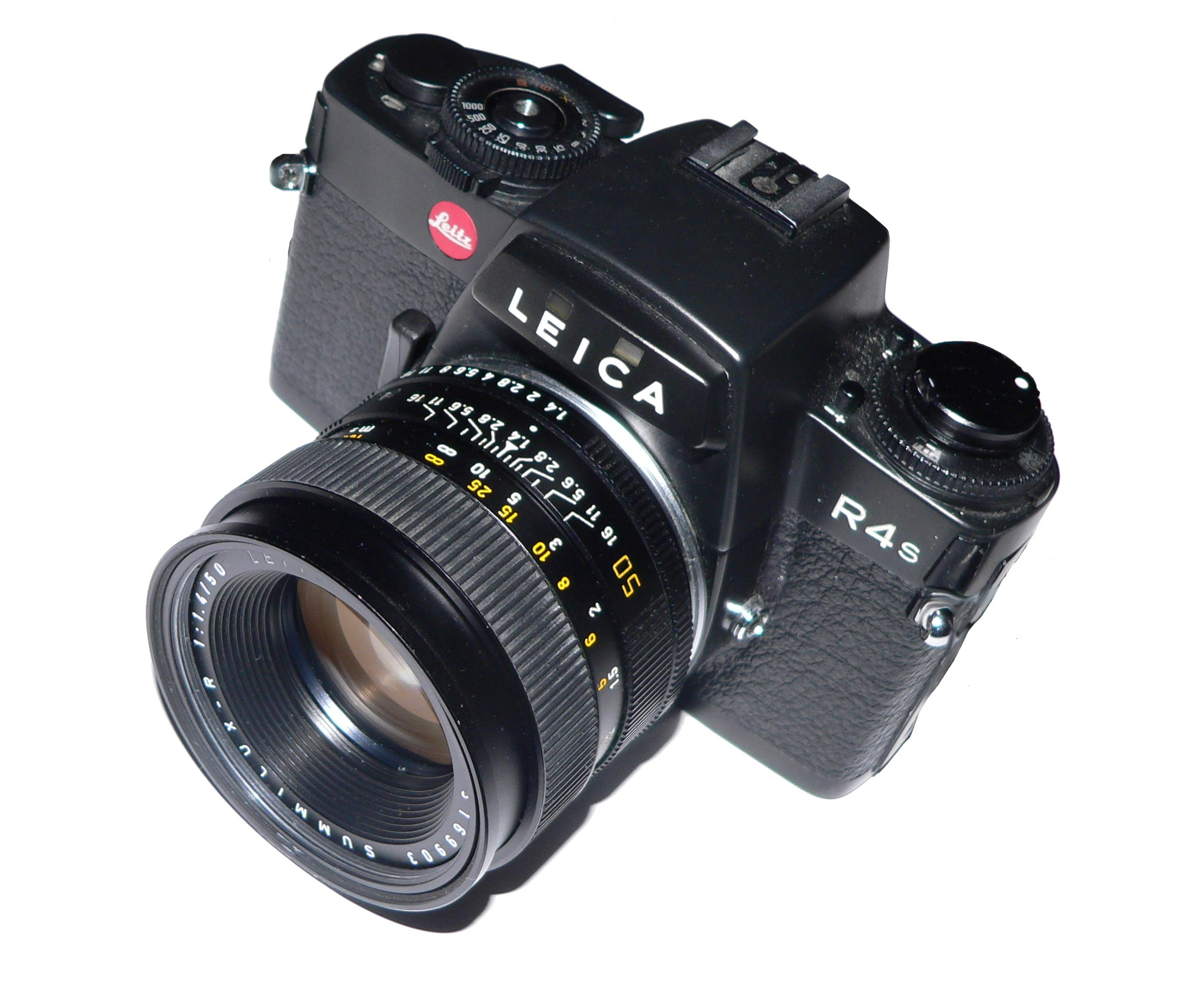
Un appareil Leica R4s

La série Leica R est une gamme d'appareils photographiques reflex petit-format (35 mm) à mise au point manuelle produits par Leica depuis 1976 (avec le modèle Leica R3). Elle succède à une autre gamme similaire de Leica utilisant la même monture, les Leicaflex (en).

## Description
Cette série se distingue autant par sa longévité (d'autant que les appareils non autofocus forment un marché de niche) que par la haute qualité des objectifs produits pour sa monture (de facto nommée Monture R).
Les formules optiques utilisées sont souvent des équivalents (pour les focales standards et longues) des objectifs produits pour la série M, ce qui rend donc cette série particulièrement attrayante. Pour les focales plus courtes, des formules retrofocus (comme pour tout reflex) ont dû être créées, mais sont aussi de grande qualité.
En 2005, Leica a créé un dos numérique adapté au Leica R8 et au R9 : le Leica Digital-Modul-R (DMR).
Un modèle entièrement numérique, appelé R10, ne verra pas le jour d'après les propos des dirigeants. Toutefois, ils veulent proposer une solution pour utiliser les objectifs à baïonnette R sur un appareil numérique.
À noter que des fabricants proposent des bagues permettant d'adapter les objectifs Leica R sur des boîtiers Canon EOS et, surtout, le système Four Thirds (Olympus E, Leica D — ces deux offerts par les fabricants eux-mêmes —, et Panasonic DMC-L).